# Храм Юпітера Капітолійського
Храм Юпітера, лат. Optimus Maximus («Юпітер, найбільший і найкращий», а також храм Юпітера Капітолійського або лат. Aedes Iovis Optimi Maximi Capitolini), був храм на Капітолійському пагорбі в Стародавньому Римі. 
Протягом деякого часу на цьому місці були побудовано в цілому три храми. Перший храм згідно з римською традицією, освячений 13 вересня 509 до н. е. або на самому початку республіки. Будівництво було розпочато царем Луцієм Тарквінієм Пріском, що присвятив його Юпітеру після перемоги у війні з сабінами, а завершив будівництво цар Луцій Тарквіній Гордий. За описами — храм був довжиною 60 м шириною 60 м та крім Юпітера мав вівтарі Юнони і Мінерви. Храм був прикрашений статуями з теракоти, також там зберігалися пророчі Сивілині книги. У 83. р. до н. е. в розпал громадянської війни або кампаній Сулли в Римі, храм було спалено разом з книгами. На його місці у 44 до н. е. був побудований новий храм, який  пізніше перебудували Веспасіан і його наступники Тит і Доміціан. Храм зберігся кілька сотень років, аж до розграбування Риму вчинене вандалами у V столітті. Залишки храму сьогодні є частиною Капітолійських музеїв.

## Галерея

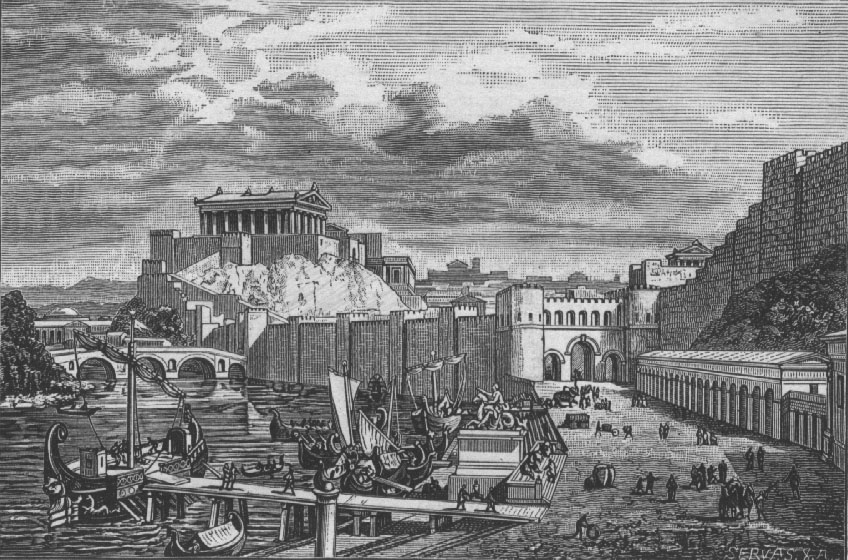
Зображення храму в давнину
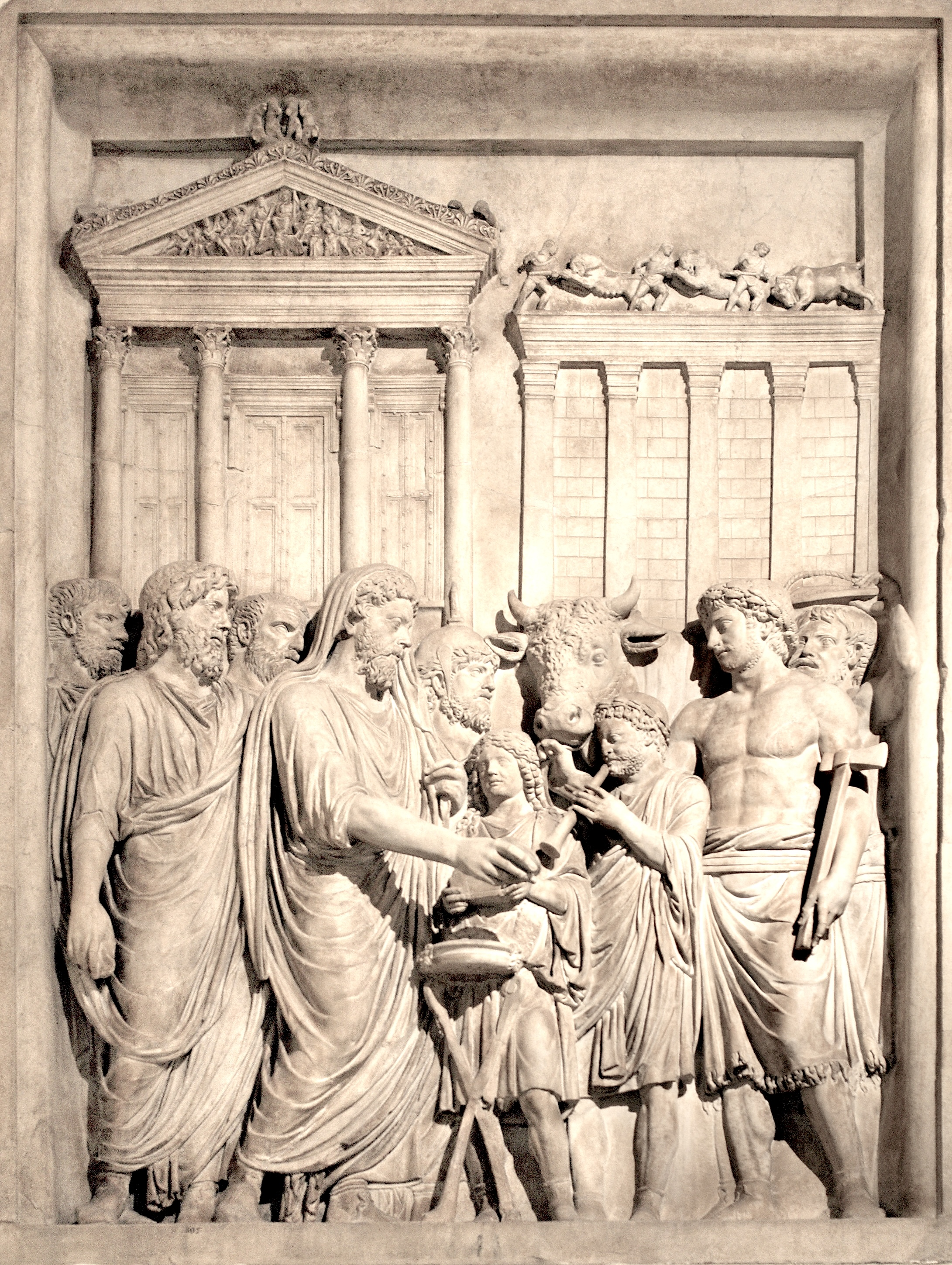
Барельєф з арки Марка Аврелія, що зображає жертвопринесення
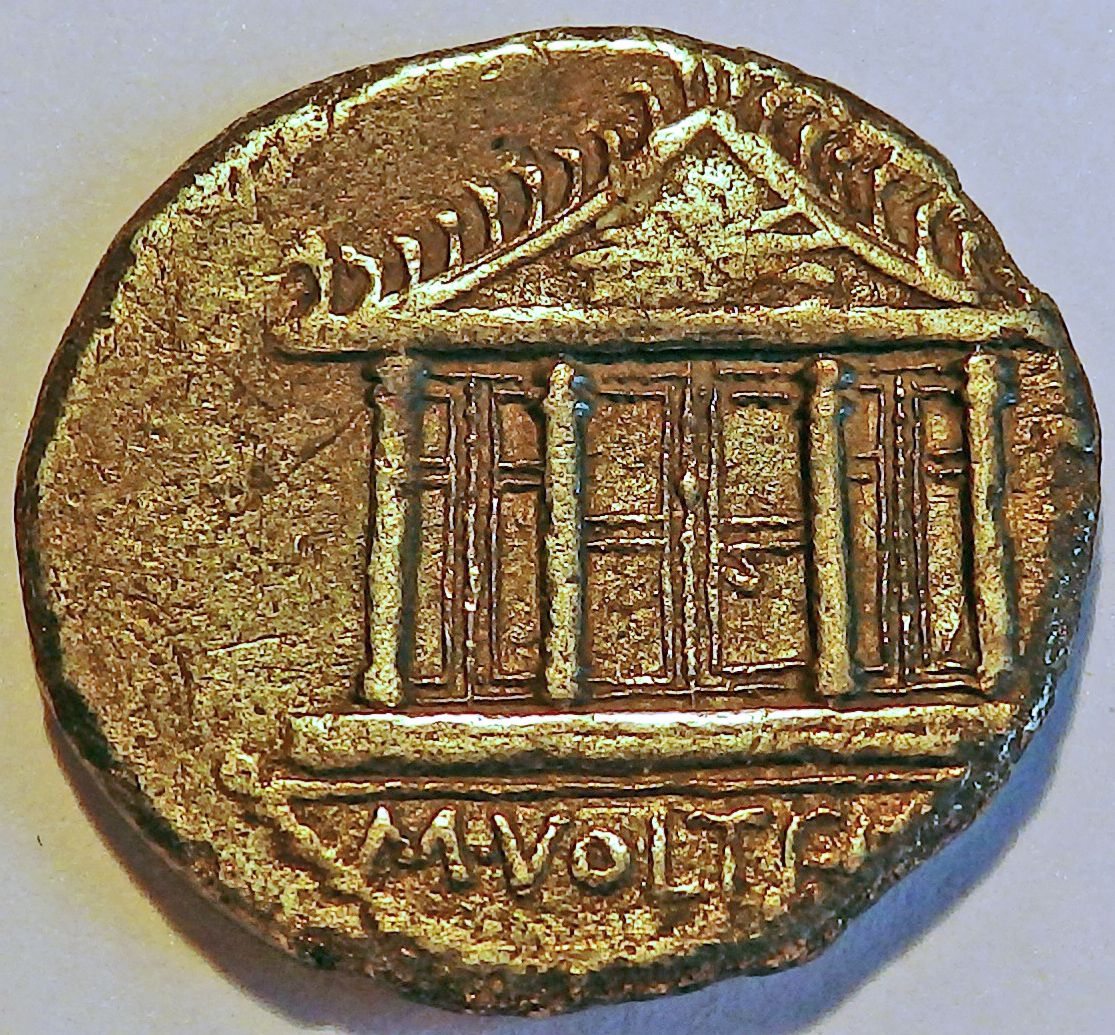
На монеті
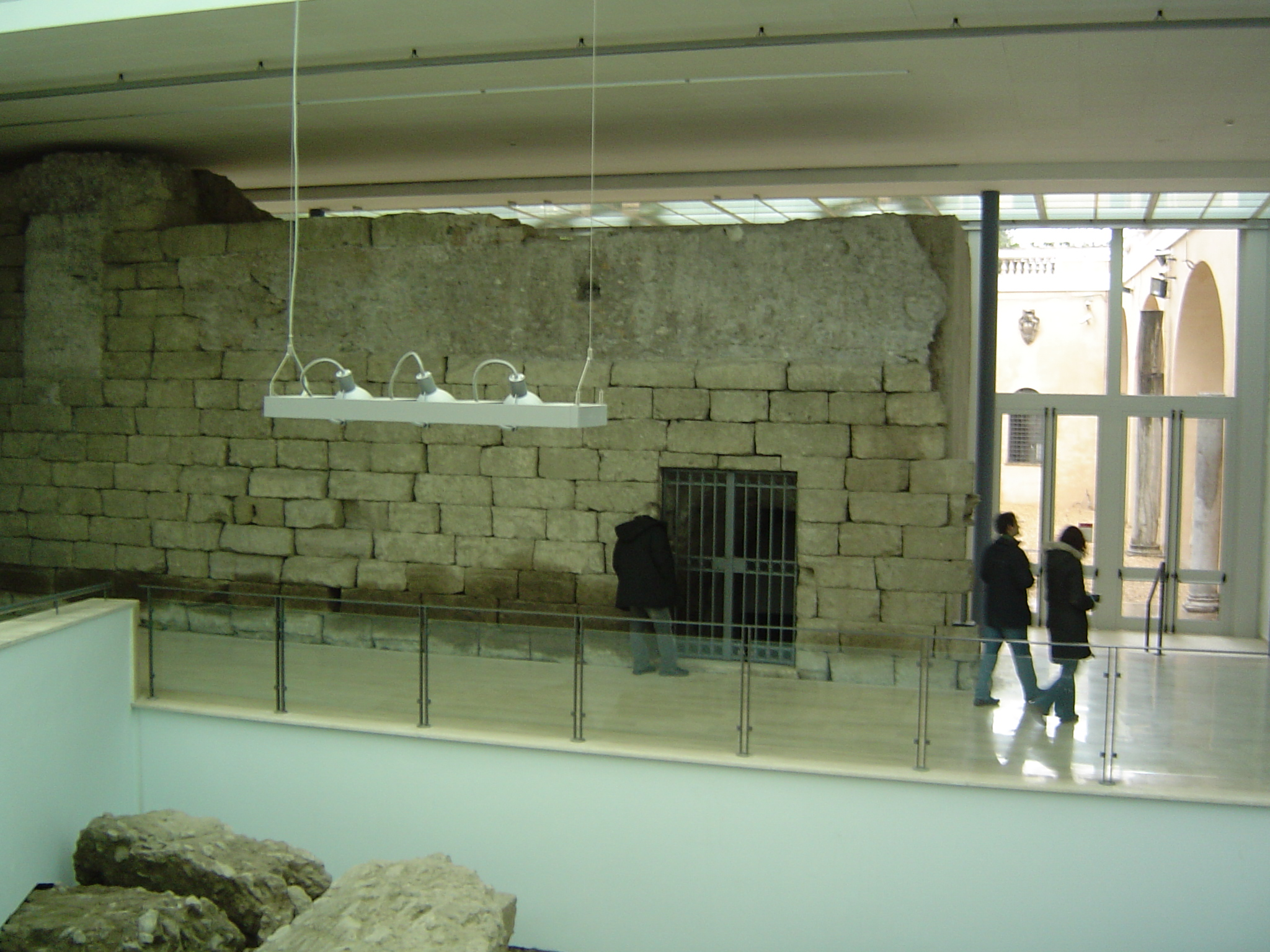
Фундамент, Капітолій
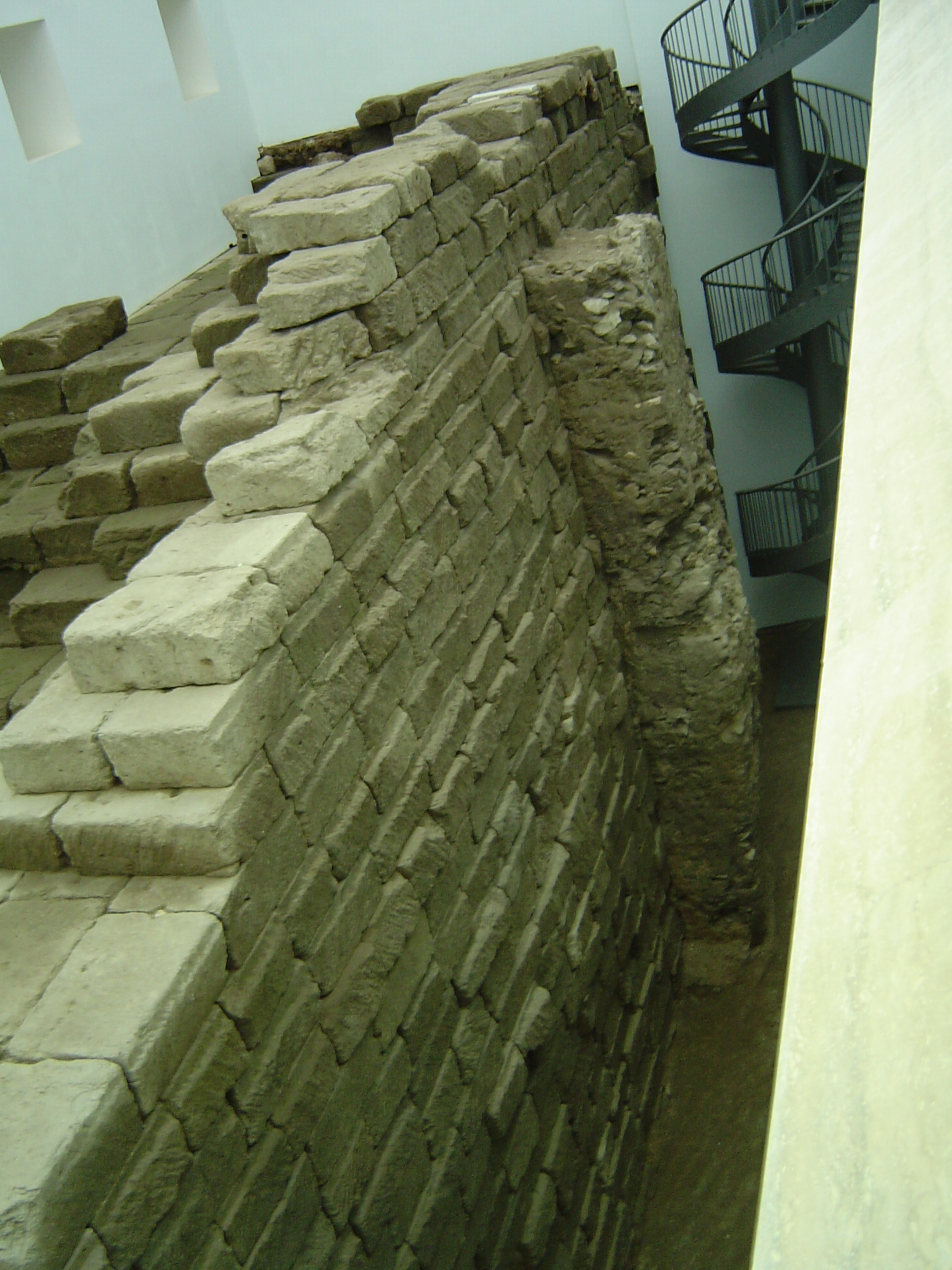
Фундамент, Капітолій
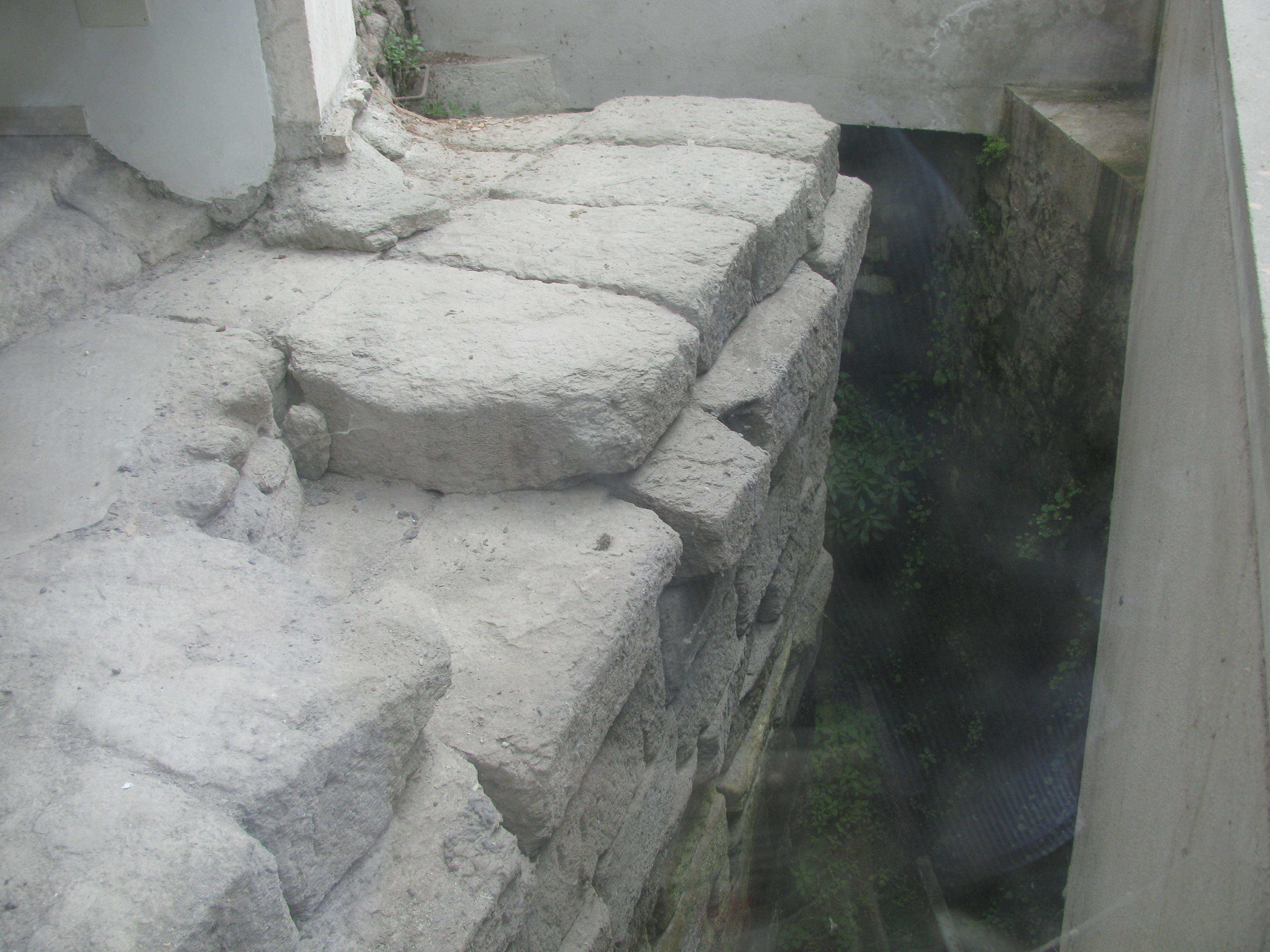
Стіна